# Crozetulus rotundus
Crozetulus rotundus är en spindelart som först beskrevs av Forster 1974.  Crozetulus rotundus ingår i släktet Crozetulus och familjen Anapidae.
Artens utbredningsområde är Kongo. Inga underarter finns listade i Catalogue of Life.